# Yonkers Trot
Yonkers Trot är ett travlopp för treåriga varmblodiga hästar. Loppet är ett sprinterlopp över 1609 meter med autostart som körs på Yonkers Raceway i Yonkers i USA varje år. Prissumman i loppet är 500 000 USD, med förstapriset 250 000 USD. Första upplagan av loppet kördes 1926.

## Triple Crown
Loppen Hambletonian Stakes, Kentucky Futurity och Yonkers Trot utgör de tre Triple Crown-loppen inom amerikansk travsport. När en travare vinner samtliga dessa tre lopp under sin treåringssäsong innebär det att hästen får en Triple Crown. Nio travare har lyckats med bedriften sedan starten: Scott Frost (1955), Speedy Scot (1963), Ayres (1964), Nevele Pride (1968), Lindy's Pride (1969), Super Bowl (1972), Windsong's Legacy (2004),  Glidemaster (2006) och Marion Marauder (2016).
Under perioden 2006-2016 var det Stefan Melanders Nuncio som var närmast att ta en Triple Crown då han kom tvåa, slagen med en halv längd av Trixton, i 2014 års upplaga av Hambletonian Stakes. Nuncio vann sedan både Kentucky Futurity och Yonkers Trot.
Även Åke Svanstedts Six Pack har varit nära att ta en Triple Crown, då denne vunnit både Yonkers Trot och Kentucky Futurity under 2018. När Six Pack vann Kentucky Futurity gjorde han det på tiden 1:49,1 (1,07,9), vilket var det snabbaste en treåring någonsin sprungit. Tyvärr galopperade hästen i försöksheatet till Hambletonian Stakes.

## Segrare
| År   | Häst                     | Kusk                  | Tränare               | Tid               |
| ---- | ------------------------ | --------------------- | --------------------- | ----------------- |
| 2024 | Sir Pinocchio            | Jason Bartlett        | Edward Hart           | 1:54.4            |
| 2023 | Up Your Deo              | Åke Svanstedt         | Åke Svanstedt         | 1:53.3            |
| 2022 | Joviality                | Brian Sears           | Marcus Melander       | 1:53.1            |
| 2021 | Johan Palema             | Yannick Gingras       | Åke Svanstedt         | 1:55.0            |
| 2020 | Inget lopp kördes        | Inget lopp kördes     | Inget lopp kördes     | Inget lopp kördes |
| 2019 | Gimpanzee                | Brian Sears           | Marcus Melander       | 1:53.3            |
| 2018 | Six Pack                 | Åke Svanstedt         | Åke Svanstedt         | 1:54.0            |
| 2017 | Top Flight Angel         | Brian Sears           | Julie Miller          | 1:56.3            |
| 2016 | Marion Marauder          | Scott Zeron           | Paula Wellwood        | 1:56.1            |
| 2015 | Habitat                  | Brian Sears           | Ron Burke             | 1:54.4            |
| 2014 | Nuncio                   | John Campbell         | Jimmy Takter          | 1:56.0            |
| 2013 | Dewycolorintheline       | Ray Schnittker        | Ray Schnittker        | 1:57.3            |
| 2012 | Archangel                | Jim Morrill, Jr.      | Peter Arrigenna       | 1:54.1            |
| 2011 | Leader Of The Gang       | David Miller          | Jimmy Takter          | 1:57.2            |
| 2010 | On The Tab               | David Miller          | Jimmy Takter          | 1:58.4            |
| 2009 | Judge Joe                | Ronald Pierce         | Jimmy Takter          | 1:56.1            |
| 2008 | Napoleon                 | Stéphane Bouchard     | Noel Daley            | 1:57.1            |
| 2007 | Green Day                | Catello Manzi         | James D. Raymer       | 1:56.0            |
| 2006 | Glidemaster              | George Brennan        | Blair Burgess         | 1:55.4            |
| 2005 | Strong Yankee            | Brian Sears           | Trond Smedshammer     | 1:56.1            |
| 2004 | Windsong's Legacy        | Trond Smedshammer     | Trond Smedshammer     | 1:53.1            |
| 2003 | Sugar Trader             | Catello Manzi         | John Brennan          | 1:58.3            |
| 2002 | Bubba Dunn               | Jeff Gregory          | Jeffrey Smith         | 1:58.4            |
| 2001 | Banker Hall              | Trevor Ritchie        | Harold Lunde          | 1:59.1            |
| 2000 | Goalfish                 | Jacqueline Ingrassia  | Frank Ingrassia       | 1:59.0            |
| 1999 | CR Renegade              | Rod Allen             | Carl E. Allen         | 1:58.0            |
| 1998 | Muscles Yankee           | John Campbell         | Charles Sylvester     | 1:57.3            |
| 1997 | Lord Stormont            | Douglas S. Brown      | Norman C. Jones       | 1:58.4            |
| 1996 | Continentalvictory       | Michel Lachance       | Ron Gurfein           | 1:56.2            |
| 1995 | CR Kay Suzie             | Rod Allen             | Carl E. Allen         | 1:56.0            |
| 1994 | Bullville Victory        | Catello Manzi         | Per Eriksson          | 1:58.2            |
| 1993 | American Winner          | Ronald Pierce         | Milton Smith          | 1:56.2            |
| 1992 | Mc Cluckey (dött lopp)   | Michel Lachance       | Joseph Holloway       | 1:58.2            |
| 1992 | Magic Lobell (dött lopp) | Lorenzo Baldi         | Terje Fossheim        | 1:58.2            |
| 1991 | Crown's Invitation       | Michel Lachance       | Jerry Riordan         | 1:59.3            |
| 1990 | Royal Troubador          | Carl E. Allen         | Carl E. Allen         | 1:58.2            |
| 1989 | Valley Victory           | Bill O'Donnell        | Steve Elliott         | 1:58.3            |
| 1988 | Southern Newton          | Berndt Lindstedt      | Jan Johnson           | 2:00.0            |
| 1987 | Mack Lobell              | John Campbell         | Charles Sylvester     | 1:57.4            |
| 1986 | Gunslinger Spur          | Richard L. Stillings  | Richard L. Stillings  | 2:00.4            |
| 1985 | Master Willie            | Jan Nordin            | Sören Nordin          | 1:59.3            |
| 1984 | Baltic Speed             | Jan Nordin            | Sören Nordin          | 2:01.3            |
| 1983 | Joie De Vie              | William Gilmour       | Howard Beissinger     | 2:00.3            |
| 1982 | Mystic Park              | Frank O'Mara          | Frank O'Mara          | 2:00.3            |
| 1981 | Mo Bandy                 | Carl E. Allen         | Carl E. Allen         | 2:02.1            |
| 1980 | Nevele Impulse           | Richard Macomber      | Richard Macomber      | 2:03.2            |
| 1979 | Chiola Hanover           | James Allen           | Bill Vaughn           | 2:04.0            |
| 1978 | Speedy Somolli           | Howard Beissinger     | Howard Beissinger     | 1:59.3            |
| 1977 | Green Speed              | Billy Haughton        | Billy Haughton        | 1:59.0            |
| 1976 | Steve Lobell             | Billy Haughton        | Billy Haughton        | 2:01.4            |
| 1975 | Surefire Hanover         | Stanley Dancer        | Stanley Dancer        | 2:03.0            |
| 1974 | Spitfire Hanover         | Delvin Miller         | Delvin Miller         | 2:05.2            |
| 1973 | Tamerlane                | Charles W. Clark      | Charles W. Clark      | 2:04.4            |
| 1972 | Super Bowl               | Stanley Dancer        | Stanley Dancer        | 2:02.0            |
| 1971 | Quick Pride              | Stanley Dancer        | Stanley Dancer        | 2:02.4            |
| 1970 | Victory Star             | Vernon J. Dancer      | Vernon J. Dancer      | 2:03.4            |
| 1969 | Lindy's Pride            | Howard Beissinger     | Howard Beissinger     | 2:03.0            |
| 1968 | Nevele Pride             | Stanley Dancer        | Stanley Dancer        | 2:03.3            |
| 1967 | Pomp                     | Harry E. Pownall, Sr. | Harry E. Pownall, Sr. | 2:04.4            |
| 1966 | Polaris                  | George Sholty         | George Sholty         | 2:06.0            |
| 1965 | Noble Victory            | Stanley Dancer        | Stanley Dancer        | 2:02.0            |
| 1964 | Ayres                    | John F. Simpson, Sr.  | John F. Simpson, Sr.  | 2:01.3            |
| 1963 | Speedy Scot              | Ralph N. Baldwin      | Ralph N. Baldwin      | 2:03.3            |
| 1962 | A.C.'s Viking            | Sanders Russels       | Sanders Russels       | 2:10.4            |
| 1961 | Duke Rodney              | Edward T. Wheeler     | Edward T. Wheeler     | 2:10.3            |
| 1960 | Duke of Decatur          | Delvin Miller         | Delvin Miller         | 2:13.3            |
| 1959 | John A. Hanover          | Stanley Dancer        | Stanley Dancer        | 2:11.0            |
| 1958 | Spunky Hanover           | Howard Camper         | Robert Camper         | 2:13.3            |
| 1957 | Hoot Song                | Ralph N. Baldwin      | Ralph N. Baldwin      | 2:16.1            |
| 1956 | Add Hanover              | John F. Simpson, Sr.  | John F. Simpson, Sr.  | 2:12.4            |
| 1955 | Scott Frost              | Joe O'Brien           | Joe O'Brien           | 2:12.0            |